# Esquièze-Sère
Esquièze-Sère är en kommun i departementet Hautes-Pyrénées i regionen Occitanien i sydvästra Frankrike. Kommunen ligger i kantonen Luz-Saint-Sauveur som tillhör arrondissementet Argelès-Gazost. År 2022 hade Esquièze-Sère 417 invånare.

## Befolkningsutveckling
Antalet invånare i kommunen Esquièze-Sère
| Referens: INSEE |